# Attrezzatura e vestiario da baseball
Questa voce contiene le principali attrezzature e i capi di vestiario per giocare a baseball.

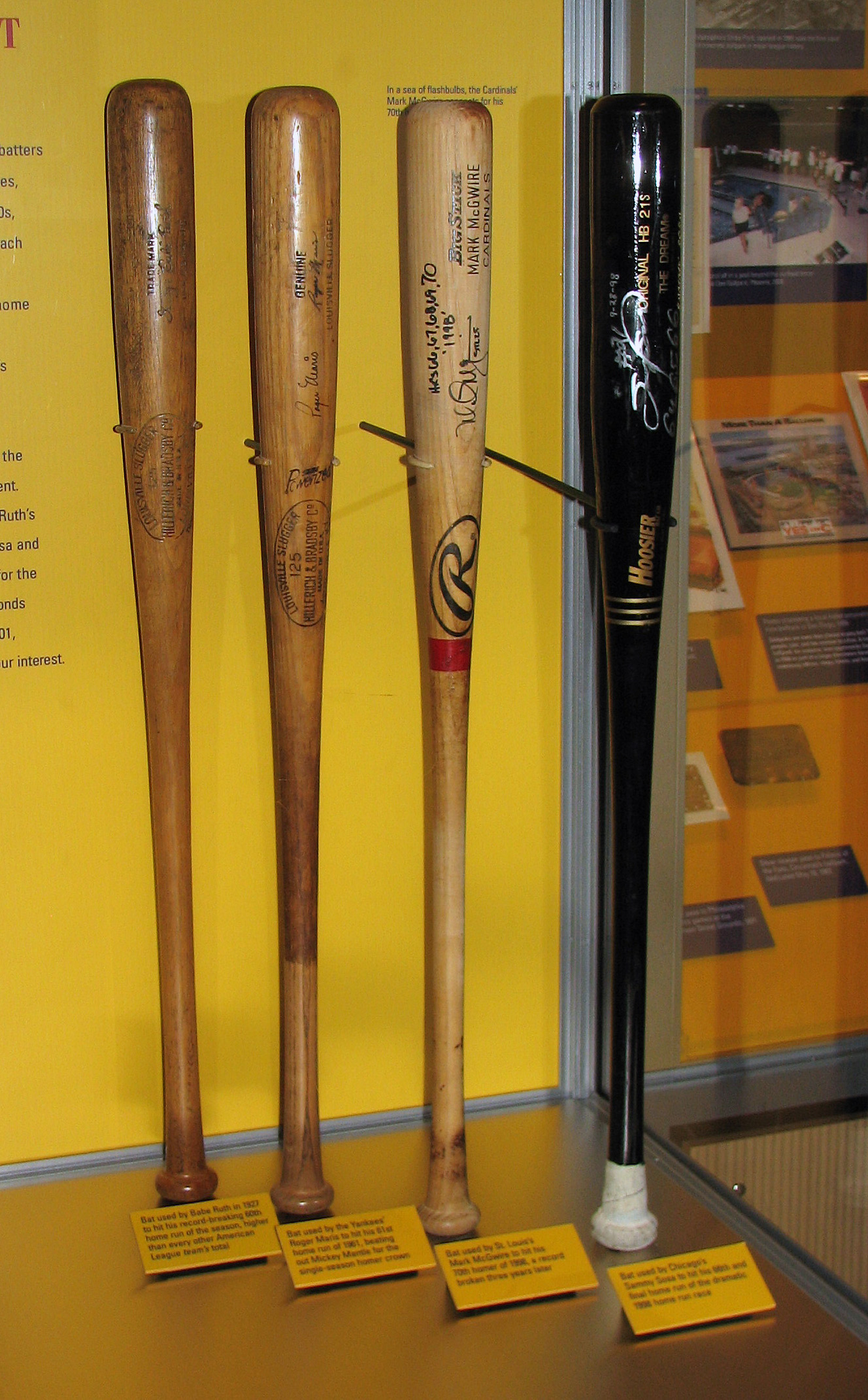
Quattro storiche mazze da baseball situate nella National Baseball Hall of Fame

## Attrezzatura e vestiario

### Base
Ogni angolo della regione interna del campo da baseball è occupato da una base, nell'ordine: prima base, seconda base, terza base e casa base.
I "sacchetti" (così sono chiamate le basi dalla prima alla terza) sono quadrati, mentre il "piatto" di casa base è pentagonale.

### Berretto
È obbligatorio per ogni giocatore in fase difensiva, e garantisce una minore illuminazione agli occhi durante il gioco.

### Caschetto
È l'oggetto che garantisce protezione sul capo del battitore e dei corridori in fase di attacco (della quale fa parte la battuta).

### Divisa
È specifica per ogni giocatore, nella Italian Baseball League e nella MLB il numero è obbligatorio.

### Guanto

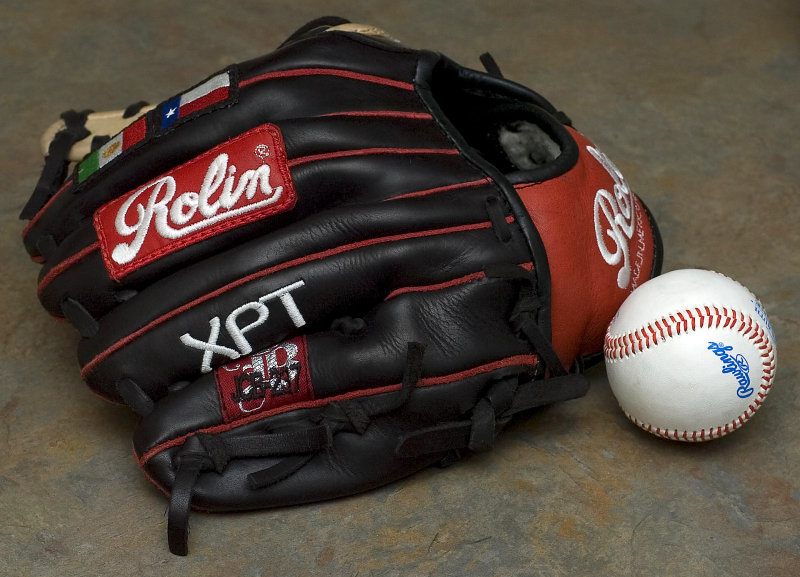
Guanto e palla da baseball

È lo strumento grazie al quale i giocatori in difesa possono prendere le battute, ne esistono varie tipologie e grandezze in base al ruolo.

#### Guanto da prima base
È il guanto specifico per il giocatore difensivo in prima base, è più grande del normale.

#### Guanto del ricevitore
È il guanto specifico per il ricevitore, presenta un'evidente imbottitura che garantisce protezione alla mano che lo usa.

#### Guantini da battuta
Sono i guanti utilizzati dai giocatori in fase di battuta.

### Mazza
È un bastone cilindrico, è sia in legno sia in alluminio. Le leghe maggiori come Italian Baseball League (IBL) e Major League Baseball (MLB) utilizzano esclusivamente mazze in legno.

### Nero per gli occhi
Strato di grasso applicato sotto gli occhi per ridurre i riflessi.

### Palla da Baseball

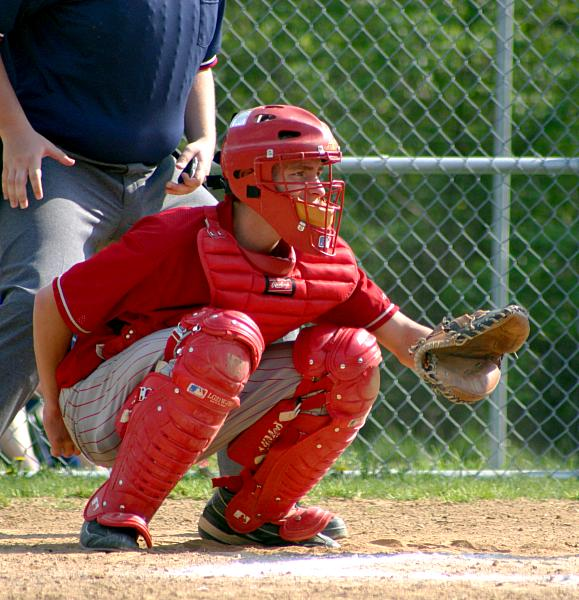
Un ricevitore indossa pettorina, mascherina con elmetto e schinieri.

È una sfera con una circonferenza che varia tra i 22,9 e i 23,5 cm, presenta un centro di gomma, una regione intermedia costituita da numeroso spago arrotolato e una regione esterna in pelle.

### Protezioni del ricevitore
Sono tre in totale:
- Pettorina: è in gomma protegge tutto il petto e buona parte delle gambe.
- Mascherina ed elmetto: Garantiscono la protezione del viso e del capo, l'elmetto è in plastica mentre la mascherina è in metallo contorniato da gomma.
- Schinieri: sono in plastica molto dura e proteggono gambe ginocchia e caviglie da eventuali lanci pericolosi del lanciatore.

### Sospensorio
È in plastica e garantisce la protezione della regione inguinale.

### Spikes
Speciali tacchetti utilizzati nelle scarpe da baseball.